# Platanus racemosa
Platanus racemosa är en platanväxtart som beskrevs av Thomas Nuttall och Audubon. Platanus racemosa ingår i släktet plataner, och familjen platanväxter. Inga underarter finns listade i Catalogue of Life.